# Западен Лин (град, Орегон)
Западен Лин (на английски: West Linn) е град в окръг Клакамас, щата Орегон, САЩ. Западен Лин е с население от 24180 жители (2006) и обща площ от 20,5 km². Намира се на 32 m надморска височина. ЗИП кодът му е 97068, а телефонният му код е 503.